# Kameruns fotbollsförbund
Kameruns fotbollsförbund, officiellt Fédération Camerounaise de Football, är ett specialidrottsförbund som organiserar fotbollen i Kamerun.
Förbundet grundades 1959 och gick med i Caf 1963. De anslöt sig till Fifa år 1962. Kameruns fotbollsförbund har sitt huvudkontor i staden Yaoundé.